# Кузьмин, Вадим Петрович
Вади́м Петро́вич Кузьми́н (19 марта 1964, Новосибирск — 19 ноября 2012, Воронеж) — советский и российский рок-музыкант, лидер группы «Чёрный Лукич».

## Биография
Творческую деятельность начал в 1986 году в Новосибирске с создания команды «Спинки мента». Группа вошла в состав новосибирского рок-клуба. В 1987 году приняла участие в первом новосибирском рок-фестивале. Вадим в те времена активно общался с сибирской рок-тусовкой: Егором Летовым, Янкой Дягилевой, Манагером, Кузей УО, братьями Лищенко и прочими известными в сиб-рок-кругах личностями того времени. Первые альбомы записал в 1988 году в Омске на студии Гроб-Рекордз. Альбомы старых песен «Эрекция лейтенанта Киреева» и «Кучи в ночи» вышли под маркой «Спинок мента», а «Кончились патроны» — уже под названием «Чёрный Лукич».
После этого группа распадается, а сам Вадим переезжает в Юргу. Туда к нему приезжает Дмитрий Селиванов, вместе они решают вопрос о создании новой группы. Однако вскоре умирает Селиванов, и группа «Промышленная архитектура» начинает делать свои вещи и меняет название на «Мужской танец» . Записывается три альбома: «Осеннее Платье» (1989), «Карманный Лебедь» (1991) и «Последняя пощёчина» (1991). Концертов группа не даёт, будучи чисто студийным коллективом. Однако это не мешает ей стать по итогам опроса новосибирского радио в 1990 году лучшей рок-командой Новосибирска. Андрей Бурлака предлагает группе записать пластинку на фирме «Мелодия», однако этому не суждено сбыться. Вскоре группа распалась.
В 1994 году Дима возвращается к написанию собственных песен и записывает на студии Олега Лищенко альбом с рок-н-ролльным звучанием - "Отцы Яблок". После чего в августе записывает альбомы "Деревянное Облако" и "Будет Весело и Страшно(Акустика)".
Осенью 1994 года возник проект альбома, посвящённого героическим защитникам Белого Дома «Они сражались за Родину», куда по плану должны были войти песни Летова, Чёрного Лукича, Манагера и Романа Неумоева. Но и этот проект не был реализован. По инициативе Летова песня «Мы идём в тишине» вошла в альбом ГО «Солнцеворот», а «В Ленинских Горах» — в альбом «Невыносимая лёгкость бытия». Позже эти альбомы были пересведены и выпущены издательством «Выргород» под названиями «Лунный переворот» и «Сносная тяжесть небытия».
В феврале 1995 года Дима с Олегом Манагером в Тюмени на мифическом лейбле «Изба-records» записывают альбом «Ледяные каблуки», в который вошли совсем новые песни («Продана девушка», «Суровая нить») и уже общепризнанные хиты («Вечная страна», «Кончились патроны»). По возвращении в Новосибирск записываются сразу два альбома: «Будет весело и страшно» (работать над альбомами помогал Евгений Каргополов) и «Девочка и рысь». «Будет весело и страшно» почти полностью дублирует «Ледяные каблуки», но песни исполнены в акустическом варианте.
В 1996 году воссоздаёт в акустическом варианте группу «Чёрный Лукич» и начинает активную концертную деятельность. В 1999 записывает альбом «Навсегда». Параллельно собирает электрический состав. Записывает в 2000 году альбом «Вересковый мёд», выпущенный в 2004 году издательством «Выргород». Летом 2003 года в Тюмени «Чёрным Лукичом» записывается альбом «Мария», вышедший на том же лейбле. В 2010 году работает над альбомом «Полярная звезда» в новосибирской домашней студии Александра Владыкина. Ещё один альбом Димы «Кривое Колено» был издан в период 2007—2009 года. В 2011 году Дима «Лукич» предполагал возникновение трибьют альбома.
С Димой, помимо вышеперечисленных музыкантов, сотрудничали также Олег Чеховский (Путти), Анна Волкова (Гражданская Оборона, Янка), Александр Андрюшкин (Гражданская Оборона), Андрей «Худой» Васильев (ДДТ, Разные люди), Умка.
С 2006 года до самой смерти проживал в Воронеже. Был женат. В последнем браке трое детей. Также есть упоминания, что общее количество детей Вадима Кузьмина — семеро: Евгений, Ян, Анастасия, Тим, Александра, Василиса и Григорий.
Скончался утром 19 ноября 2012 года в Воронеже. Причиной смерти стала тромбоэмболия.
20 ноября 2012 года отпет по православному обряду в Свято-Троицком храме Воронежа и похоронен на Будёновском кладбище (Левобережный район Воронежа, м-н Масловка).